# 김포아트홀
김포아트홀(金浦아트홀, 영어: Gimpo Art Center)은 경기도 김포시에 있는 아트홀이다. 경기도 김포시 사우동에 있다.